# Grevillea × gaudichaudii
Grevillea × gaudichaudii,  es una especie de arbusto postrado del gran género  Grevillea perteneciente a la familia  Proteaceae. Es originaria de Nueva Gales del Sur en  Australia. Es un híbrido natural producido entre Grevillea acanthifolia subsp. acanthifolia y Grevillea laurifolia.

## Taxonomía
Grevillea × gaudichaudii fue descrita por R.Br. ex Gaudich. y publicado en Voyage autour du monde, entrepris par ordre du roi, . . . éxécuté sur les corvettes de S. M. l'Uranie et la Physicienne, pendant les années 1817, 1818, 1819 et 1820; . . . Botanique 443. 1829.
Etimología
Grevillea, el nombre del género fue nombrado en honor de Charles Francis Greville, cofundador de la Royal Horticultural Society.
gaudichaudii: epíteto otorgado en honor del botánico Charles Gaudichaud-Beaupré.